# Margaret Nyairera Wambui
Margaret Nyairera Wambui (* 15. September 1995 in Nyeri) ist eine kenianische Leichtathletin, die sich auf den 800-Meter-Lauf spezialisiert.

## Sportliche Laufbahn
Wambui trat erstmals 2014 international in Erscheinung, als sie bei den Juniorenweltmeisterschaften in Eugene überraschend den Titel im 800-Meter-Lauf vor der Favoritin Sahily Diago aus Kuba in einer Zeit von 2:00,49 min gewann. 2015 nahm sie an den Weltmeisterschaften in Peking teil, schied aber bereits mit 2:03,52 min nach den Vorläufen aus. 2016 etablierte sich Wambui in der Weltspitze. Bei den Hallenweltmeisterschaften in Portland gewann sie in 2:00,44 min über 800 Meter die Bronzemedaille hinter Francine Niyonsaba aus Burundi und Ajee Wilson aus den Vereinigten Staaten. Außerdem stellte sie ihre Grundschnelligkeit auf kürzeren Distanzen unter Beweis. Bei den Afrikameisterschaften in Durban belegte sie über 400 Meter in 52,24 s den zweiten Platz hinter Kabange Mupopo aus Sambia und holte mit der kenianischen Mannschaft die Bronzemedaille in der 4-mal-400-Meter-Staffel.
Den bis dahin größten Erfolg ihrer Karriere feierte Wambui bei den Olympischen Spielen in Rio de Janeiro. Mit einer persönlichen Bestleistung von 1:56,89 Minuten belegte sie im 800-Meter-Lauf den dritten Rang hinter der Südafrikanerin Caster Semenya und Francine Niyonsaba. Das Ergebnis wurde in den Medien kontrovers diskutiert, da alle drei Medaillengewinnerinnen als hyperandrogen gelten. Damit wurde eine Debatte erneut befeuert, die bereits mit Semenyas Sieg bei den Weltmeisterschaften 2009 und dem daraufhin folgenden Geschlechtstest begonnen hatte.
2017 wurde Wambui kenianische Meisterin im 800-Meter-Lauf und belegte bei den Weltmeisterschaften in London mit einer Zeit von 1:57,54 min im Finale den vierten Platz. 2018 gewann sie bei den Commonwealth Games im australischen Gold Coast in 1:58,07 min die Silbermedaille hinter Caster Semenya. Zuvor wurde sie bei den Hallenweltmeisterschaften in Birmingham im Vorlauf disqualifiziert. Auch bei den Afrikameisterschaften in Asaba erreichte sie im Finale das Ziel nicht.

## Persönliche Bestzeiten
- 400 Meter: 51,39 s, 28. Mai 2016 in Nairobi
- 800 Meter: 1:56,87 min, 24. August 2017 in Zürich
  - 800 Meter (Halle): 2:00,44 min, 20. März 2016 in Portland